# Cabana (Pérou)
Pour les articles homonymes, voir Cabana.
Cabana est une ville du Pérou, chef-lieu de la province de Pallasca, région d'Ancash.
Cabana a été fondé officiellement en 1857, mais le lieu était déjà habité avant l'arrivée des conquistadors.
La ville est située à 3 224 m d'altitude, et la population était de 2 918 habitants en 2005.
C'est la ville natale du président Alejandro Toledo.